# تانجا بيلاماريتش
تانجا بيلاماريتش (بالإنجليزية: Tanja Belamarić)‏ (من مواليد 16 يوليو 1946) وهي لاعبة شطرنج كرواتية حصلت على لقب «أستاذ دولي في (الشطرنج)» (1967).

## حياتها
منذ أوائل السبعينيات وحتى أوائل التسعينيات، كانت تانجا بيلاماريتش واحدة من أبرز لاعبات الشطرنج الكرواتيات. في عام 1967 حصلت على لقب «أستاذ دولي في (الشطرنج)». وفي عام 1971، شاركت تانجا بيلاماريتش في بطولة العالم للشطرنج في أوخريد وحصلت على المركزين 11 و 12.
لعبت تانيا بيلاماريتش في كرواتيا في أولمبياد الشطرنج للسيدات:
- في 1992، حصلت على المركز الأول في أولمبياد الشطرنج 30 (نساء) في مانيلا (+4، =5، -2)،
- في 1994، حصلت على المركز الأول في أولمبياد الشطرنج 31 (نساء) في موسكو (+2، =5، -0).

لعبت تانيا بيلاماريتش لكرواتيا في بطولة الشطرنج الأوروبية:
- في 1992، حصلت على المركز الثاني في بطولة الشطرنج الأوروبية الأولى (للسيدات) في دبرتسن (+2، =2، -2).

## وصلات خارجية
- تانجا بيلاماريتش على موقع الاتحاد الدولي للشطرنج (الإنجليزية)
- تانجا بيلاماريتش على موقع مباريات الشطرنج (الإنجليزية)
- تانجا بيلاماريتش على موقع 365Chess.com (الإنجليزية)
- تانجا بيلاماريتش على موقع Chesstempo.com (الإنجليزية)
- تانجا بيلاماريتش سجل أولمبياد الشطرنج للسيدات على موقع OlimpBase.org (الإنجليزية)
- Tanja Belamarić chess games at 365Chess.com